# Tomáš Macek
Prof. Ing. Tomáš Macek, CSc., (* 23. prosince 1951) je profesor chemie na VŠCHT a pracovník Ústavu biochemie a mikrobiologie VŠCHT v Laboratoři aplikované mikrobiální ekologie. Je členem výboru České společnosti pro biochemii a molekulární biologii.